# Kirchkagen
Kirchkagen ist ein Gemeindeteil der Gemeinde Obertaufkirchen im oberbayerischen Landkreis Mühldorf am Inn.

## Lage
Der Kirchweiler Kirchkagen liegt am Kagenbach, der über die Isen zum Inn fließt. Die drei Gehöfte liegen beiderseits der Ortsverbindungsstraße von Obertaufkirchen nach Reichertsheim und an der Abzweigung nach Hohenpoint.
Die nächstgelegenen größeren Städte sind im Osten die Kreisstadt Mühldorf am Inn rund 23 km entfernt, im Westnordwesten Dorfen 14 km entfernt, im Nordnordwesten Landshut 48 km entfernt sowie im Westsüdwesten die Landeshauptstadt München mit einer Entfernung von 60 km.

Kirchkagen von Süden

## Geschichte
Kirchkagen wurde schon um das Jahr 1000 urkundlich erwähnt, als der edle Walter seinen Besitz in Kirchkagen an den Salzburger Erzbischof übertrug und dafür an anderer Stelle Ersatz erhielt. Im Mittelalter nannte sich das in der Nähe ansässige Adelsgeschlecht der Edlen von Kagen (Kagere) nach dem nahegelegenen, inzwischen abgegangenen Weiler Kagen, der damals drei Häuser hatte. Dietpoldus de Kagere vermachte 1125 ein Landgut (Prädium) an das Kloster Au, und um 1130 erschien ein Conrad de Cagere als Zeuge. Allerdings erlosch das Geschlecht schon im 13. Jahrhundert.

## Filialkirche
Die katholische Filialkirche St. Petrus	(Kirchkagen 2) ist in ihrem Kern noch romanisch und wurde in der Spätgotik modernisiert. In den kirchenfeindlichen Jahren ab 1803 verlor sie ihre Aufgabe und wurde 1806 als entbehrlich erklärt und geschlossen. Ab 1815 wurde sie wieder für Gottesdienste genutzt, nachdem sich die Ortsgemeinde verpflichtet hatte, die Baulast an der Kirche zu tragen.
Es handelt sich um einen kleinen spätgotischen Saalbau mit eingezogenem Rechteckchor und Dachreiter aus dem 15. Jahrhundert. Seit dem Brand von 1797 hat sie eine Flachdecke. Sie ist in die Liste der Baudenkmäler in Obertaufkirchen eingetragen.

## Bevölkerungsentwicklung
Im Jahr 1871 lebten dort 28 Einwohner. Im Mai 1987 gab es 14 Einwohner in drei Wohngebäuden.